# El crimen del padre Amaro (novela)
El crimen del padre Amaro (título original portugués O Crime do Padre Amaro: cenas da vida devota) es una novela del escritor portugués Eça de Queirós publicada en 1875. Causó una gran polémica que provocó protestas de la Iglesia católica en el momento de su publicación por su denuncia de la hipocresía social y religiosa.
Esta obra es un documento humano y social más del país y de su tiempo escrito por el autor. También es el primer logro artístico del Realismo portugués.

## Escritura y publicación
Eça de Queirós aprovechó su condición de administrador del concejo de Leiría durante seis meses en 1870 para conocer y estudiar cuál sería el escenario de su obra.
Según el autor, el libro "fue escrito en 1871, leído a algunos amigos en 1872 y publicado en 1875". En realidad, el autor se equivoca en cuanto a la fecha de publicación, ya que la primera versión de la novela apareció en las páginas de la Revista Ocidental, una revista quincenal lisboeta que había fundado Oliveira Martins, entre el 15 de febrero y el 15 de mayo de 1875.
La segunda edición de la novela fue publicada en 1880.

## Trama
La acción de la novela se desarrolla en la ciudad de Leiría (en la que el autor residió durante un tiempo). El padre Amaro Vieira, protegido de la marquesa de Alegros, es destinado a una parroquia de la localidad. Se hospeda en casa de Joaneira, una mujer ya de cierta edad de quien se dice que mantiene relaciones con el canónigo Dias, antiguo maestro del padre Amaro. 
La hija de la Señora Joaneira, Amélia, se enamora de Amaro. Ocurre un escándalo cuando un conocido, pretendiente de Amélia, publica un artículo en un periódico aludiendo a la mala influencia de los sacerdotes sobre los devotos, a la hipocresía del clero e, indirectamente, a sus malas costumbres y las relaciones entre sacerdotes y mujeres, insinuando el amor entre Amélia y el padre. Este artículo, sin embargo, apenas tiene consecuencias negativas para el sacerdote. Al contrario, descubierto el autor, el clero influye decisivamente para deshacer su compromiso matrimonial y hacer que lo despidan de su trabajo, convirtiéndolo en un ser abyecto a los ojos de los demás y provocando su exilio de Leiría.
Las relaciones de Amélia y Amaro continúan y llegan a hacerse carnales. El sacerdote, completamente cínico, manipula a Amélia, inocente, para hacerle creer que ello es bueno y es voluntad divina, y que no se trata de un acto pecaminoso. Incluso llega, para favorecer los encuentros, a jugar con los sentimientos religiosos de los demás conocidos de la ciudad, haciéndoles creer que Amélia ha de educar cristianamente a un alma perdida, por lo cual ha de ir algunos días hasta un lugar que les servirá para sus encuentros amorosos. El pecado se oculta, pues, bajo un manto de buenas acciones. La mujer queda embarazada, oculta su gravidez, y da a luz en una aldea próxima. El niño es entregado por el padre Amaro a una "tejedora de ángeles" (un ama que se deshará del pequeño, matándolo) y cuando lo quiere recuperar, arrepentido, halla que ya ha sido muerto. Amélia muere también poco después del parto. El padre Amaro, huyendo de las consecuencias de sus actos (los diferentes "crímenes" del título): la aniquilación del prometido de Amélia, la manipulación de ésta y su muerte, la del niño, y el mal uso de su posición en beneficio propio, marcha a Lisboa. Allí, en un apéndice, se nos hace saber que continúa su carrera eclesiástica sin ningún arrepentimiento.

## Adaptación al cine
En México se llevó a cabo una adaptación de la novela en 2001, dirigida por Carlos Carrera y protagonizada por Gael García Bernal. La película homónima fue un éxito en taquilla tanto en México como en Estados Unidos.